# Miraxis klotsi
Miraxis klotsi är en fjärilsart som beskrevs av Stanislas Bleszynski 1962. Miraxis klotsi ingår i släktet Miraxis och familjen Crambidae. Inga underarter finns listade i Catalogue of Life.